# Freies Gymnasium Zürich
Das Freie Gymnasium Zürich (FGZ) ist ein staatlich anerkanntes Privatgymnasium in Zürich im Quartier Mühlebach Kreis 8.

## Profil
Das Freie Gymnasium Zürich wurde 1888 gegründet und ist damit eines der ältesten Gymnasien der Stadt. Benannt wurde die Schule gemäss dem angestrebten Geist, eine liberale und weltoffene Schule zu sein. Bis 1892 trug die Schule den Namen „Privatgymnasium“, wurde dann in „Freies Gymnasium“ umbenannt, da an verschiedenen Orten der Schweiz damals vom Staat losgelöste Bildungsinstitute auf christlicher Grundlage entstanden.
Noch heute vertritt das Freie Gymnasium Zürich einen liberalen und weltoffenen Geist. Seine Tradition orientiert sich an der christlich-humanistischen Menschenbildung.
Die Schule wird nach privatwirtschaftlichen, aber nicht gewinnorientierten Grundsätzen geführt. Träger ist ein Schulverein, sein oberstes Führungsorgan der Vorstand. Ein kooperativer Führungsstil sorgt für eine solide Abstützung der Schulpolitik bei Lehrerschaft, Eltern, Schülerschaft und weiteren Mitarbeitenden. Das Schulgeld pro Kopf betrug 2019/2020 je nach Klasse zwischen 23'800 bis 33'000 Franken im Jahr.
Rund 500 Schüler werden von 80 Lehrpersonen in 36 verschiedenen Fächern unterrichtet. Der Anteil der Mädchen liegt bei 50 Prozent.
Das Freie Gymnasium Zürich gilt als Wegbereiter der zweisprachigen Ausbildung im Kanton Zürich, dem immersiven Unterricht mit muttersprachlichen Lehrpersonen. Im Jahre 2000 eröffnete es im Kurzgymnasium und auf der progymnasialen Unterstufe als erste Schule im Kanton Zürich einen bilingualen Zug in englischer und deutscher Sprache.
Es werden Latein und Griechisch unterrichtet.

## Ausbildungsgänge
Das Freie Gymnasium Zürich führt im Anschluss an die 5. oder 6. Primarklasse verschiedene Ausbildungsgänge durch.
Ein- und zweisprachig stehen zur Auswahl:
- die progymnasiale Unterstufe
- die gymnasiale Unterstufe
- das Kurzgymnasium

Es können vier verschiedene Ausbildungsprofile – ein- oder zweisprachig – gewählt werden. Die Hausmaturität des Freien Gymnasiums Zürich ist in allen Profilen eidgenössisch anerkannt.

## Geschichte
Die Gründung des Freien Gymnasiums Zürich geht zurück auf die Totalrevision der schweizerischen Bundesverfassung von 1874, die ein konfessionell und weltanschaulich neutrales öffentliches Schulwesen verlangte. Die vorerst sechs Schüler wurden von einem einzigen Lehrer unterrichtet, Christian Wagner, einem Absolventen des Seminars Unterstrass.
1889 erteilte der Regierungsrat die Konzession für den Schulbetrieb.
Als erstes Gymnasium in Zürich wurden am Freien Gymnasium 1904 erstmals auch Mädchen zugelassen (Koedukation).
1910 wurde der Neubau der Schule an der St. Annagasse (heute im Besitz der UBS) fertiggestellt. Anlässlich der Eröffnung am 3. Juni erhielt das Freie Gymnasium die Eidgenössische Anerkennung für die hauseigene Maturität.
Am 5. Oktober 1945 erfolgte die Gründung der „Vereinigung ehemaliger Schüler und Schülerinnen des Freien Gymnasiums in Zürich“.
Weil die Schülerschaft mittlerweile auf über 500 angewachsen war, drängte sich ein Umzug der Schule auf. 1958 war es gelungen, auf der Bodmerwiese im Seefeld-Quartier ein geeignetes Grundstück zu erwerben. 1972 wurde der Neubau bezogen.
Im Frühjahr 1998 wurde die Theater-Werkstatt des Freien Gymnasiums Zürich ins Leben gerufen. Sie hat zum Ziel, jedes Jahr im Herbst eine mit hauseigenen Schülerinnen und Schülern erarbeitete Theaterproduktion mit mehreren Vorstellungen einer breiten Öffentlichkeit zu präsentieren.
Im Jahr 2000 gründet das Freie Gymnasium Zürich zusammen mit der Lakeside School in Küsnacht die Bilingual Middleschool Zurich, die 2009 ins Freie Gymnasium Zürich integriert wurde.

## Gebäude

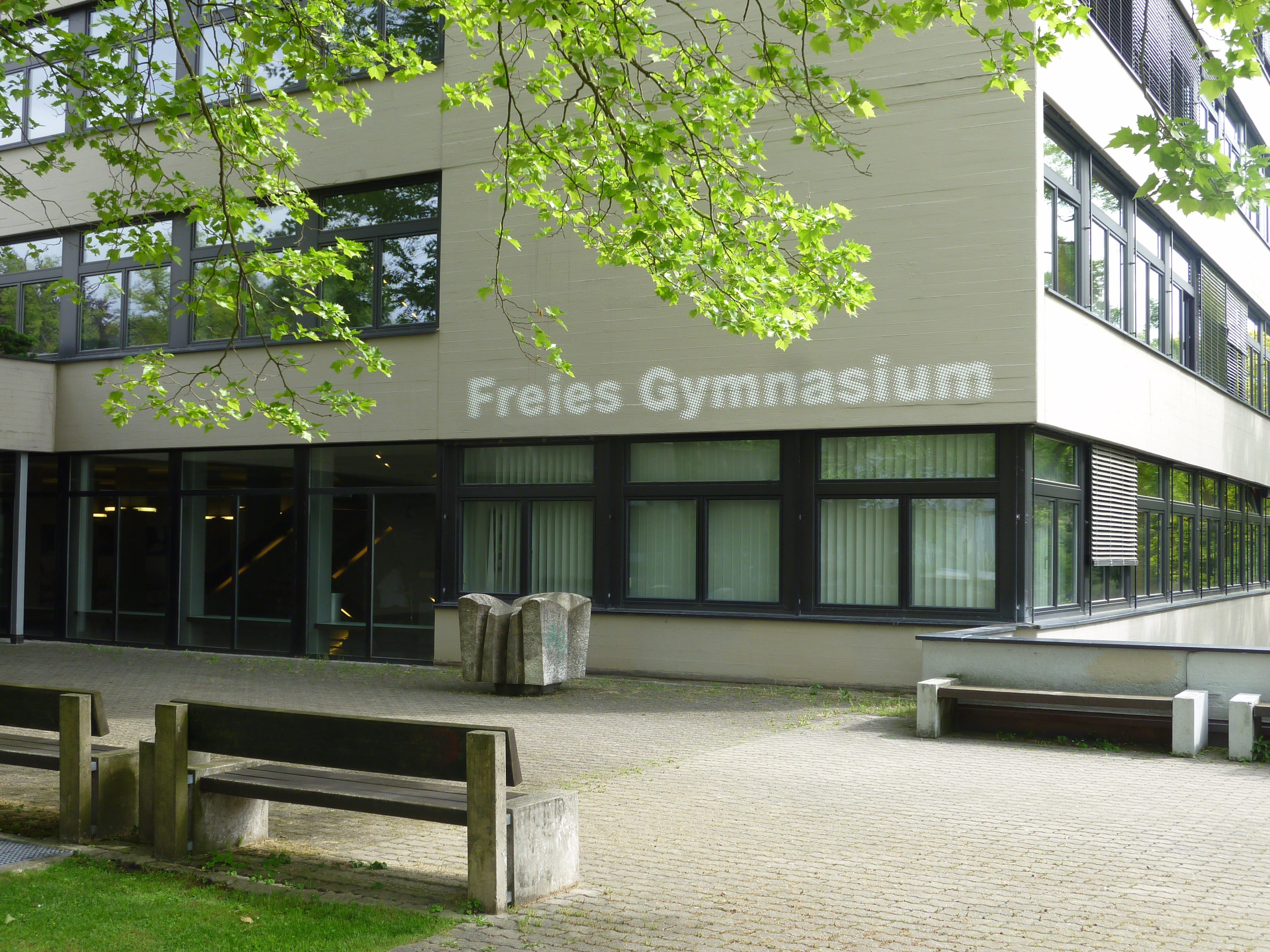
Freies Gymnasium

Das Gebäude Arbenzstrasse 19 ist Teil einer vom Zürcher Architekten Felix Rebmann erstellten Arealüberbauung, an der die Reformierte Kirchgemeinde Neumünster mit dem Kirchgemeindehaus, die Stadt mit dem Freizeitzentrum Riesbach und der Kanton mit dem Bildungszentrum für Erwachsene partizipieren. Diese Arealüberbauung steht heute im Inventar schützenswerter Bauten als Beispiel der für die 1970er-Jahre repräsentativen Architektur.

## Kultur
Kultur spielt im Freien Gymnasium seit jeher eine grosse Rolle. Die Aufführungen des Kammerorchesters des Gymnasiums waren eines der kulturellen Markenzeichen der Schule, wie beispielsweise Carl Orffs Carmina Burana 1976 unter der Leitung ihres langjährigen Dirigenten Huldrych Hoch. Ein anderes Markenzeichen waren die Theateraufführungen des Gymnasiums, wie beispielsweise die Aufführung Die Physiker von Friedrich Dürrenmatt unter der Regie von Hansueli Rupp, die 1979 im Rahmen der Sommerfestspiele im Theater am Hechtplatz gastierte. Aus diesen Initiativen ging die Theaterwerkstatt des Freien Gymnasiums hervor: Gegründet wurde sie 1998 und studiert seither mit Schülern alljährlich eine Theaterproduktion ein, die der Öffentlichkeit präsentiert wird.

## Ehemalige Schüler (Auswahl)
- Hans Hoppeler (1879–1945), Mediziner und Politiker
- Fritz Rieter-Wieland (1887–1970), Oberst und Herausgeber der Schweizer Monatshefte
- Gerhart Sieveking (1901–1945), Pädagoge
- Michael Mann (1919–1977), Literaturwissenschaftler
- Peter Stadler (1925–2012), Historiker
- Ulrich Luz (1938–2019), Theologe
- Alex Rübel (* 1955), Tierarzt, ehemaliger Direktor des Zürcher Zoos
- Andrea Raschèr (* 1961), Jurist, Journalist; Andrea Wolfensberger (* 1961), Bildhauerin, Installationskünstlerin
- Zora del Buono (* 1962), Architektin, Journalistin, Schriftstellerin
- Stina Werenfels (* 1964), Filmemacherin
- Alexis Schwarzenbach (* 1971), Historiker
- Pippin Wigglesworth (* 1983), Autor